# Heteromeringia flavipes
Heteromeringia flavipes is een vliegensoort uit de familie van de Clusiidae. De wetenschappelijke naam van de soort is voor het eerst geldig gepubliceerd in 1896 door Williston.